# John Beasley Greene

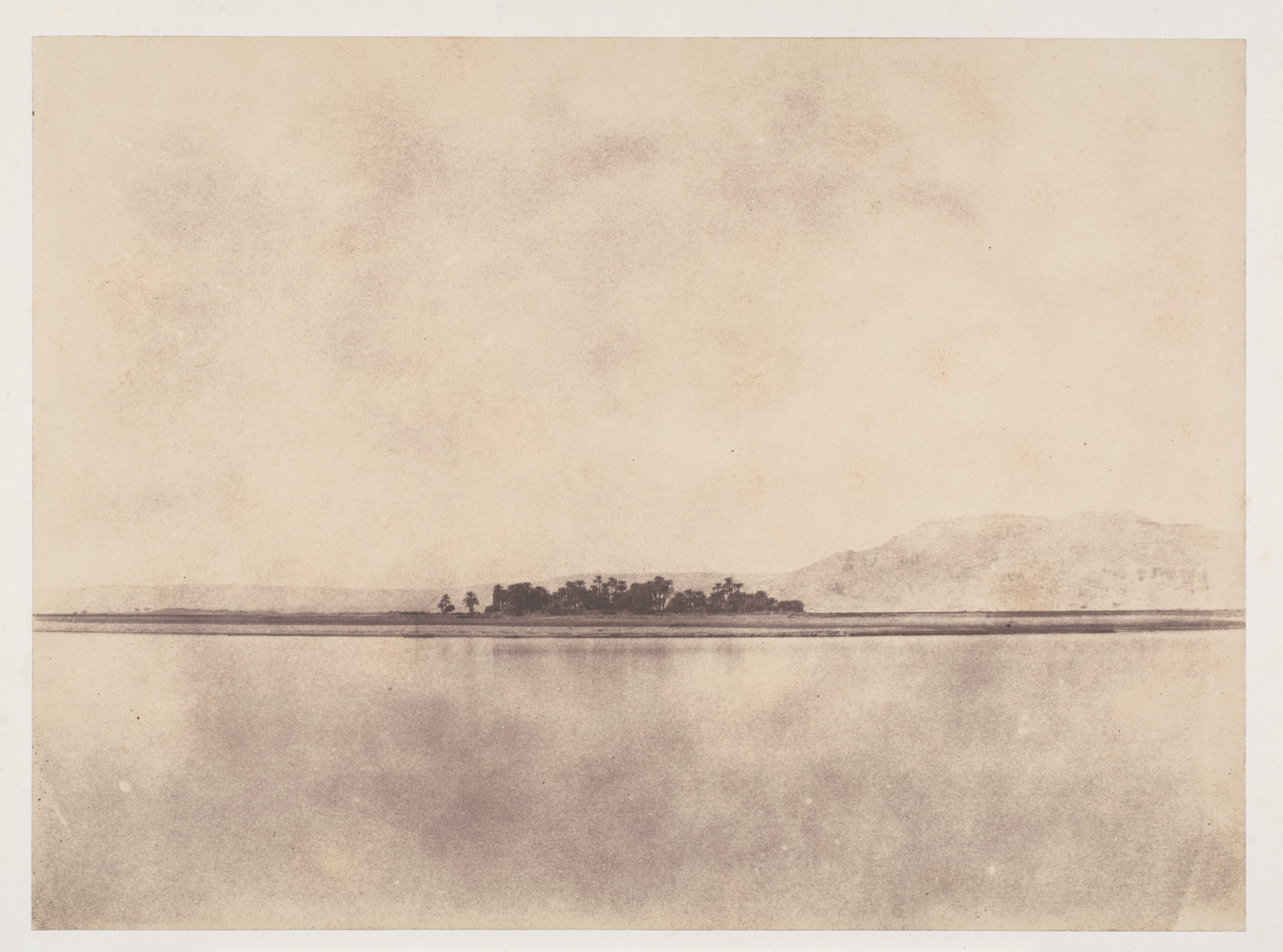
Greenes Landschaftsaufnahmen zeichnen sich häufig durch eine besondere Schlichtheit aus, wie bei dieser Fotografie des Nils vor den Thebanischen Bergen (Salzdruck von einem Papiernegativ, 1853–1854)

John Beasley Greene (* 1832 in Le Havre; † 1856 in Kairo) war ein amerikanischer Ägyptologe und Fotopionier des 19. Jahrhunderts, der heute vor allem für seine Aufnahmen aus Ägypten und Algerien bekannt ist. Er war Schüler des Fotografen Gustave Le Gray und Gründungsmitglied der Société française de photographie. Greenes Werk war wegen seines frühen Todes lange Zeit vergessen und wird erst seit den späten 1970er Jahren wieder verstärkt wahrgenommen. Aufgrund seiner „charakteristischen und einzigartigen protomodernen Sichtweise“ wird er heute zu den „Meistern“ der Fotografie des 19. Jahrhunderts gezählt.

## Leben und Werk
Greene wurde 1832 als Sohn des amerikanischen Bankiers John Bulkley Greene (1780–1850) im französischen Le Havre geboren. Sein Vater lebte seit 1814 in Frankreich und führte zur Zeit seines Todes im Jahr 1850 das Pariser Bankhaus Greene & Co., das zu jener Zeit eine der führenden Banken auf dem europäischen Kontinent war. Als einziger Sohn seines Vaters profitierte John Beasley Greene von seiner finanziellen Unabhängigkeit, die ihm ein Studium der Ägyptologie bei Emmanuel de Rougé, dem damaligen Leiter der ägyptischen Sammlungen am Pariser Louvre ermöglichte. Fotografie lernte Greene bei Gustave Le Gray, einem der führenden Fotografen seiner Zeit und Miterfinder des Negativ-Verfahrens mit der Kollodium-Nassplatte.
Als 21-Jähriger bereiste Greene 1853/54 in einer ausgedehnten Exkursion Oberägypten und Nubien. Von dieser Reise brachte er zahlreiche Papiernegative mit, von denen Louis Désiré Blanquart-Evrard über 90 Bilder unter dem Titel Le Nil: Monuments; paysages; explorations photographiques veröffentlichte. 1854/55 kehrte er nach Ägypten zurück und veröffentlichte im Jahr danach seine Fotos der Ausgrabungen von Medinet Habu in Theben. 1855 war er Mitglied einer offiziellen französischen Expedition in Algerien. Ende 1856 trat Greene seine dritte und letzte Reise nach Ägypten an. Er traf ernsthaft erkrankt in Kairo ein und starb wenige Tage später an einer „unbekannten Erkrankung“, vermutlich aber nicht, wie oft behauptet, an Tuberkulose.
Greenes Werk lässt sich in zwei Bereiche aufteilen: die dokumentarischen Fotos und die künstlerischen Landschaftsfotos. Seine Bilder unterscheiden sich durch die Vorliebe zur grafischen Form, ihre ungewöhnliche Komposition und ihren melancholischen Ausdruck deutlich von denen seiner Zeitgenossen. Gerade die Bilder aus Ägypten zeigen die Leere der Landschaft, die die Komposition zahlreicher Bilder beherrscht.

## Werke
- Le Nil: Monuments; paysages; explorations photographiques
- Fouilles exécutées à Thebes dans l’année 1855, texts hièroglyphiques et documents inédits, Paris 1855